# Tako X
Edson Ossamu Takeuti, mais conhecido como Tako X (Curitiba, 1965) é um quadrinista brasileiro. Formado pela Escola de Música e Belas Artes do Paraná, começou sua carreira nos anos 1980, ainda assinando apenas como Tako, com o grupo Boca Maldita Comics, junto ao qual produziu as tiras Fritz Down e Silva da Silva. Também trabalhou na edição brasileira da revista Mad, fazendo principalmente paródias de filmes e seriados.
Em 1987, criou em parceria com o roteirista Eduardo Moreira a tira Marcozinho. Entre 1990 e 1994, trabalhou no Japão como ilustrador comercial para diversas editoras e agências de publicidade. Em 1995, a tira passou a se chamar Marco, mesmo ano em que o artista passou a assinar como Tako X. A tira, agora com o nome de Marco e Galapinha (a tartaruga que participava das aventuras do garoto) começou a ser publicada no jornal Folha de Londrina em 1998 e, no ano seguinte, no suplemento infantil Gazetinha, do jornal Gazeta do Povo, onde foi publicada regularmente até 2000, quando o jornal parou de publicar o suplemento infantil. O personagem voltou ter novas histórias a partir de 2015, diretamente na internet com o título Marco e Seus Amigos, dessa vez com roteiros de Alessandra Freitas.
Tako X é ainda cocriador do super-herói O Gralha, para o qual também criou histórias para a Gazeta do Povo e webcomics. Além disso, ele também escreveu e dirigiu os dois curta-metragens em live action do herói: O Gralha: o Ovo e a Galinha (2002) e Gralha x Oil Man: um Encontro Explosivo (2004).
Em 2003, Tako X recebeu, por O Gralha: o Ovo e a Galinha, o prêmio de Melhor Filme pelo Júri Popular do VII Festival de Cinema e Vídeo de Curitiba. Em 2017, ganhou ao lado de Alessandra Freitas o Prêmio Angelo Agostini de melhor web quadrinho por Marco e Seus Amigos.